# Теодор II Александрийски
Теодор II е патриархът на Александрия и цяла Африка. Роден е в Крит през 1954 г.